# حارة الشوكاني (صنعاء)
حارة الشوكاني هي إحدى حارات حي معين بمديرية معين إحد مديريات العاصمة اليمنية صنعاء، بلغ تعداد سكانها 3462 نسمة حسب تعداد اليمن لعام 2004.